# Monika Pischetsrieder

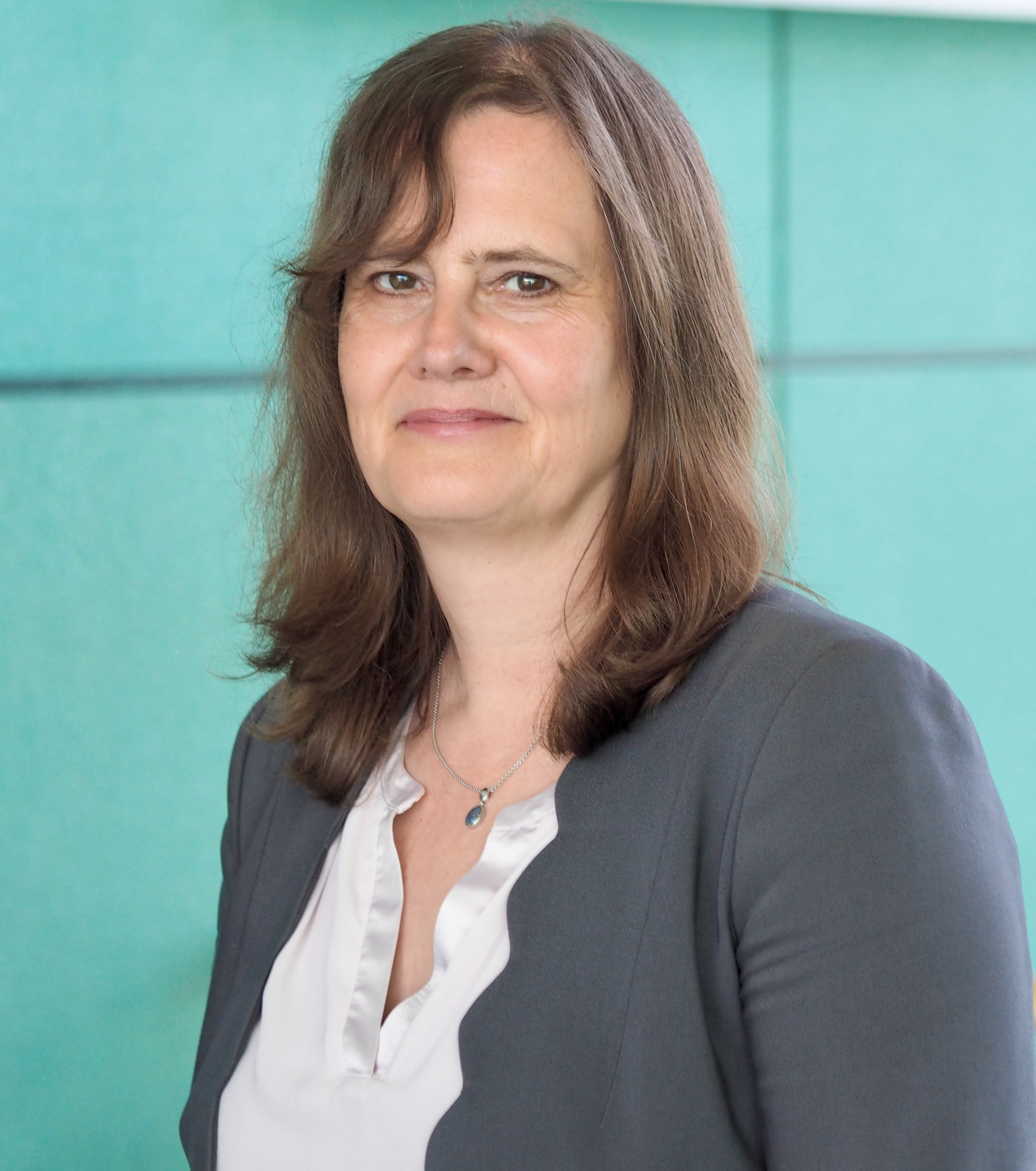
Monika Pischetsrieder (2022)

Monika Pischetsrieder (* 1967) ist eine deutsche Lebensmittelchemikerin. Sie hält seit 2004 den Henriette-Schmidt-Burkhardt-Lehrstuhl für Lebensmittelchemie am Institut für Pharmazie und Lebensmittelchemie der Friedrich-Alexander-Universität Erlangen-Nürnberg. Sie war Vorsitzende der Lebensmittelchemischen Gesellschaft in der Gesellschaft Deutscher Chemiker und gehörte von 2020 bis 2023 dem Bioökonomierat der Bundesregierung an.

## Leben
Monika Pischetsrieder studierte von 1986 bis 1991 Lebensmittelchemie an der Ludwig-Maximilians-Universität München, was sie mit dem 1. Staatsexamen abschloss. Im Anschluss arbeitete sie dort bis zu ihrer Promotion im Jahr 1994 als Wissenschaftliche Mitarbeiterin. Ihre Dissertation hatte das Thema Die Maillard-Reaktion von Disacchariden und Polysacchariden und Reaktionen von Glucose in konzentrierten Lösungen. Sie wechselte als Postdoktorandin an das Pathologische Institut der Case Western Reserve University in Cleveland und baute danach eine eigene Forschungsgruppe an der Universität München am Lehrstuhl für Lebensmittelchemie auf. Parallel hielt sie von 1997 bis 2000 eine Position als Visiting Assistant Professor am College of Physicians & Surgeons der Columbia University in New York.
Im Jahr 1999 wurde sie Juniorprofessorin an der Friedrich-Alexander-Universität Erlangen-Nürnberg im Department Chemie und Pharmazie. Ab 2004 baute sie nach ihrer Berufung den neuen Henriette-Schmidt-Burkhardt-Lehrstuhl für Lebensmittelchemie am Institut für Pharmazie und Lebensmittelchemie auf. Von 2014 bis 2019 war sie Vorsitzende der Lebensmittelchemischen Gesellschaft in der Gesellschaft Deutscher Chemiker. Seit 2015 ist sie Mitglied im Wissenschaftlichen Beirat für Agrarpolitik, Ernährung und gesundheitlichen Verbraucherschutz beim Bundesministerium für Ernährung und Landwirtschaft. Von 2020 bis 2023 gehörte sie dem Bioökonomierat der Bundesregierung an und von 2021 bis 2025 ist sie Teil des Wissenschaftlichen Beirats des Bundesinstituts für Risikobewertung.

## Forschungsschwerpunkte
Einer der Forschungsschwerpunkte von Monika Pischetsrieder ist das Phänomen der Hedonischen Hyperphagie. In einer Studie ihrer Forschungsgruppe wurden 13.000 Lebensmittelinhaltsstoffe auf die beste Aktivität gegenüber dem Dopamin-D2-Rezeptor untersucht, also daraufhin, ob sie das Belohnungszentrum im Gehirn aktivieren und somit für ein zufriedenes Gefühl bei den Konsumierenden sorgen. In der Folge wurde die Wirkung des dabei gefundenen Bierinhaltsstoffes Hordenin weiter erforscht.
Weiterhin untersuchte sie mit einer Forschungsgruppe antimikrobielle Bestandteile natürlicher Lebensmittelkomponenten im Hinblick auf ihre Eigenschaften zur Verlangsamung der Lebensmittelzersetzung bei Lagerung. Das Ziel der Gruppe war es, diese Komponenten zu isolieren und in das Verpackungsmaterial zu integrieren.

## Auszeichnungen (Auswahl)
- 1996: Bayerischer Habilitationsförderpreis
- 2006: Bayerischer Verbraucherschutzpreis
- 2007: Cofresco Forschungspreis für Haushaltsverpackungen[8]
- 2007: Forprion Forschungspreis